# St. Otmar (Dosdorf)

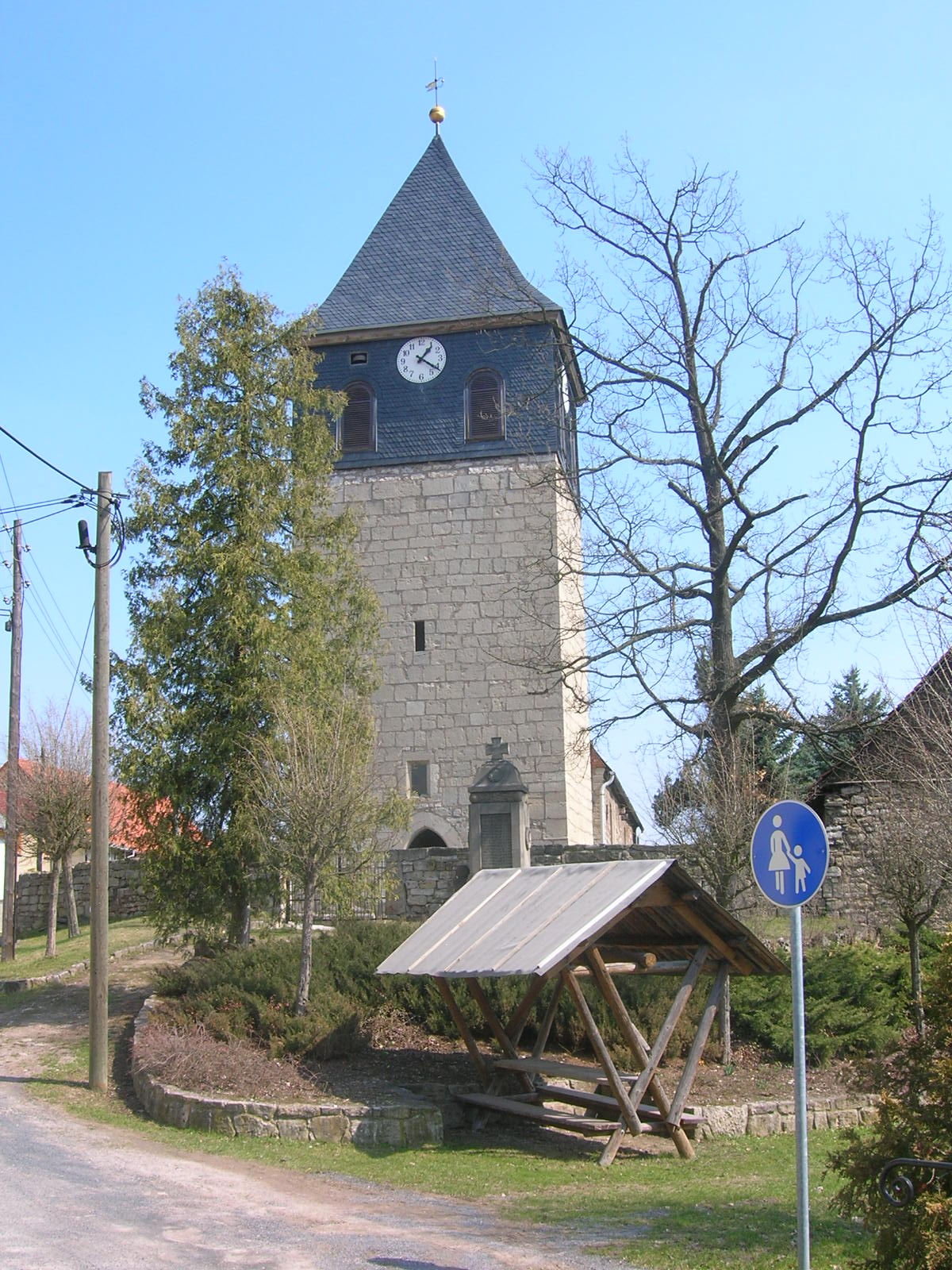
St. Otmar (Dosdorf)

Die evangelisch-lutherische Kirche St. Otmar steht in Dosdorf, einem Ortsteil von Arnstadt im Ilm-Kreis von Thüringen. Sie ist dem heiligen Otmar von St. Gallen geweiht. Die Kirchengemeinde Dosdorf gehört zum Pfarrbereich Arnstatt I im Kirchenkreis Arnstadt-Ilmenau der Evangelischen Kirche in Mitteldeutschland.

## Beschreibung
Die langgestreckte Saalkirche wurde im 16. Jahrhundert unter Nutzung der romanischen Vorgängerkirche erbaut. Der leicht eingezogene Kirchturm im Westen stammt aus dem 13. Jahrhundert. Sein oberstes Geschoss und sein Pyramidendach sind verschiefert. An der südlichen Seite des Langhauses sind zwei hohe Rechteckfenster. In der Ostwand befinden sich hohe, zweibahnige Maßwerkfenster. Das Langhaus ist mit einem hölzernen Tonnengewölbe bedeckt. An drei Seiten gibt es eingeschossige Emporen, die auf viereckigen Ständern mit Kapitellen stehen.
Der spätgotische Flügelaltar, entstanden zwischen 1502 und 1509, stammt aus einer Saalfelder Werkstatt. Im Schrein in der Mitte befindet sich eine Kreuzigungsgruppe, flankiert von Jakobus den Älteren (links) und Laurentius (rechts). Am linken und rechten Flügel sind je drei Heilige. Die Außenseiten tragen gemalte Darstellungen der Geburt Christi und der Anbetung der Könige. Das Kruzifix ist im letzten Viertel des 14. Jahrhunderts entstanden.
Die Orgel mit 13 Registern, verteilt auf 2 Manuale und Pedal, wurde 1900 von Adam Eifert gebaut.
1986 wurde der Innenraum restauriert.
Im Sommer leben im Dachstuhl der Kirche Große Mausohren.